# 掛け靠れ
掛け靠れ（かけもたれ）は、大相撲においてかつてマスコミにより報道及び記録されていた決まり手の一つ。現行の公式決まり手82手の体系には含まれていない。
相手の足に自分の足を掛け、その上で体を預けて倒す技とされるが、足の掛けの形態（内掛け・外掛け等）は区別されていない名称である。現在「掛け靠れ」に相当する形態で勝負が決まれば、公式発表としては足の掛けの形態に応じて「内掛け」「外掛け」等となると思われる。
公式決まり手制定以前において、「掛け靠れ」として報道・記録された取組は多数存在するので、ここでは横綱が当決まり手による白星を記録した取組のみを例示する。
- 昭和2年1月場所初日　○宮城山－柏山×
- 昭和3年5月場所7日目　○常ノ花－吉野山×
- 昭和4年5月場所4日目　○常ノ花－雷ノ峰×